# 頂蚵子寮
頂蚵子寮，原為蚵仔藔北半部，是臺灣高雄市梓官區的一個傳統地域名稱，位於該區南部。相較於今日行政區，其範圍大致包括禮蚵里東端及西半部不含北端、智蚵里不含東部及東北部邊界地帶、信蚵里，以及楠梓區盛昌里西端狹長邊界地帶。
本地區境內主要聚落為頂蚵仔藔，設有蚵寮國中。

## 歷史
台灣日治初期，頂蚵子寮地區與下蚵子寮地區同屬一街庄，稱為「蚵仔藔庄」（舊制街庄），隸屬於仁壽上里。該庄昔日西北與赤崁庄為鄰，東北與茄苳坑庄、援中港庄為鄰，東南邊為廍後庄、竹仔腳庄，西南邊臨台灣海峽。
1901年（日治明治三十四年）11月11日，全台廢縣廳改設二十廳，該庄隸屬於鳳山廳。1904年（明治三十七年）5月3日，該庄編入「梓官區」，隸屬於鳳山廳。1909年（明治四十二年）10月25日，全台合併二十廳為十二廳，梓官區改隸屬於臺南廳。1920年（大正九年）10月1日，全台地方制度大改正，廢十二廳改設五州二廳，該庄改制為「蚵子寮」大字，隸屬於高雄州岡山郡彌陀庄（新制街庄）。1932年（昭和七年）12月1日，蚵子寮大字拆分為「頂蚵子寮」、「下蚵子寮」兩大字，分別隸屬於彌陀庄、左營庄。
戰後彌陀庄改制為彌陀鄉，隸屬於高雄縣，大字亦改制為村。1950年（民國39年）3月1日，彌陀鄉拆分出永安鄉，本地區仍隸屬於彌陀鄉。同年10月1日，高、屏分治，彌陀鄉仍隸屬於高雄縣。1951年（民國40年）4月20日，彌陀鄉再拆分出梓官鄉，本地區改隸屬於梓官鄉。2010年（民國99年）12月25日，高雄縣、市合併為直轄高雄市，梓官鄉改制為梓官區，村亦改制為里。

## 聚落
本地區發展較早的聚落為頂蚵仔藔，在日治初期的官方地圖上已有記載。

## 交通
區道高23線是彌陀至典寶的道路，經過本地區的頂蚵仔藔聚落。

## 學校
- 蚵寮國中（大部分）
- 蚵寮國小（小部分）

## 產業
- 蚵子寮漁港

## 公務機關
- 蚵子寮漁港安檢所